# Place Monseigneur-Ruch
La place Monseigneur-Ruch est une place de la commune de Nancy, dans le département de Meurthe-et-Moselle, en région Lorraine.

## Origine du nom
Nommée d'après Monseigneur Ruch évêque coadjuteur de Nancy puis évêque de Strasbourg.

## Bâtiments remarquables et lieux de mémoire
- Cathédrale Notre-Dame-de-l'Annonciation, édifice religieux objet d'un classement au titre des monuments historiques depuis 1906[1].